# لئو آفریکانوس
لئو آفریکانوس، (۱۴۹۴–۱۵۵۴) (نام عربی در کودکی: حسن بن محمد الوزّان الفاسی)، یک بربرِ اندلسی دیپلمات، جغرافی‌دان، و نویسندهٔ سدهٔ شانزدهم است. اشتهار این نویسنده بیشتر برای نوشتن و موفقیت پس از انتشار کتاب توصیف آفریقا (به [Descrittione dell'Africa] Error: {{Lang-xx}}: متن دارای نشانه‌گذاری ایتالیک است (راهنما))، در سال ۱۵۵۰، در شرح مغرب و دره نیل شناخته شده و متمرکز گردیده‌است. این کتاب تا پیش از شناسایی‌های مدرن در آفریقا، در میان همکاران تحقیقاتی، لئو آفریکانوس در اروپا به عنوان معتبرترین نویسه در مورد موضوع این رساله در نظر گرفته شده‌است. برای این کار او بود که لئو به نامی آشنا در میان جغرافی‌دانان اروپا تبدیل شد.

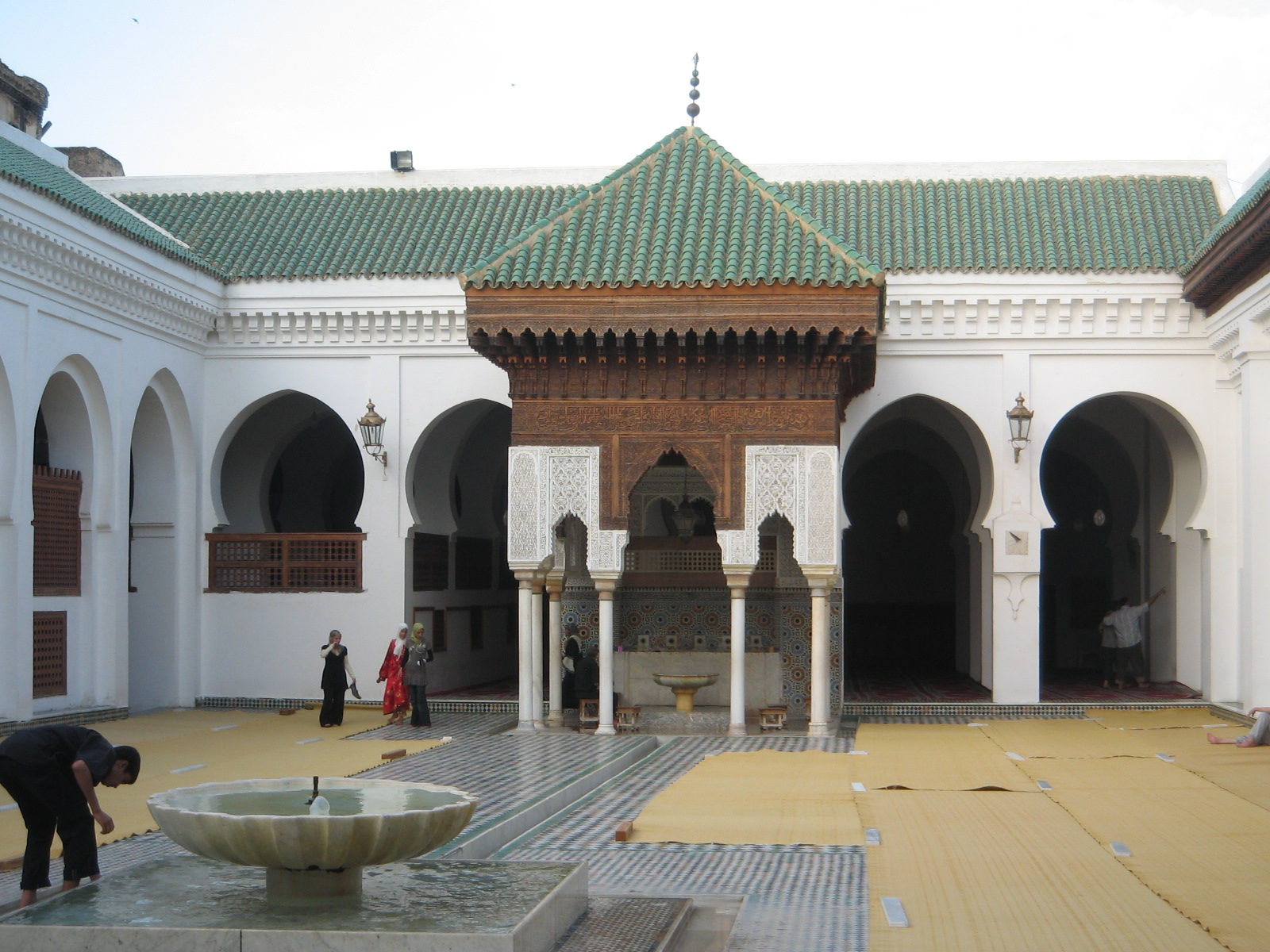
محوطهٔ دانشگاه قرویین، فاس مراکش، جایی که الحسن al-Hasan (لئو آفریکانوس آینده) در آن تحصیل می‌کرد.

## زندگی‌نامه
بسیاری از آنچه که در مورد زندگی لئو آفریکانوس شناخته و دانسته شده نتیجهٔ بررسی یادداشت‌ها و شرح حال‌های خود او در کارهای خودش به دست آمده‌است. سال تولد او: آفریکانوس؛ به عنوان حسن پسر محمد در گرانادا، اسپانیای اسلامی، در حدود سال ۱۴۹۴  از میان گزارش‌های خود او در زمان گزارش وقایع تاریخی مختلف تخمین زده شده‌است. خانوادهٔ لئو پس از تولد او به فاس، در مراکش نقل مکان کرد.  در فاس او در دانشگاه قرویین (همچنین با املای القرویین AL-Karaouine هم نوشته شده) به تحصیل پرداخت. در آغاز جوانی او دایی خود را در یک مأموریت دیپلماتیک همراهی کرد، و در این سفر تا شهر تیمبوکتو (۱۵۱۰)، و سپس تا بخشی از امپراتوری سنغای پیش رفت. در سال ۱۵۱۷ هنگام بازگشت از یک مأموریت دیپلماتیک به قسطنطنیه به نمایندگی از سوی سلطان فاس محمد دوم خود را در بندر روزتا در جریان انجام تصرف مصر توسط امپراتوری عثمانی (۱۵۱۷–۱۸۶۷) یافت. او از طریق قاهره و اسوان و گذر از دریای سرخ سفر خود را به سوی شبه‌جزیره عربستان ادامه داد؛ جایی که او احتمالاً در انجام مراسم حج در مکه شرکت کرد.

## نوشته‌ها
توصیف آفریقا، که در سال ۱۵۵۰ توسط «جیووانی باتیستا راموسیو» منتشر شده، معروف‌ترین کار لئو آفریکانوس است. به غیر از این، او یک فرهنگ واژگان پزشکی عربی-عبری-لاتین را برای پزشک یهودی «یعقوب من‌تینو» نوشت. او همچنین: ترجمهٔ عربی از «رسائل سِنت پل» را، که به ژانویهٔ ۱۵۲۱ تاریخ‌گذاری شده، و نسخهٔ خطی آن هم‌اکنون در کتابشناسی استنی در مودنا نگهداری می‌شود را نوشت. اثر دیگر بازمانده یک دائرةالمعارف در بارهٔ زندگینامهٔ ۲۵ تن از علمای ارشد اسلامی، و ۵ نفر از دانشوران مهم یهودی است. نگارش این زندگی‌نامه پیش از آنکه اقامت لئو آفریکانوس در رم به پایان برسد به اتمام رسید و او این شهر را در ۱۵۲۷ ترک کرد. این اثر برای نخستین بار به لاتین توسط مؤسسهٔ «یوهان هاینریش هاتینگر» در ۱۶۶۴ چاپ و منتشر شد. بر خلاف توصیف آفریقا، این کار او در اروپا با استقبال چندانی مواجه نگردید. این زندگینامه همچنین حاوی اطلاعات نادرست مختلفی بود، به احتمال زیاد این به علت عدم دسترسی او به منابع مربوط در زمانی که او در ایتالیا زندگی می‌کرد بوده‌است، که او را مجبور به تکیه بر تنها حافظهٔ خود کرده‌بود. 